# Мария Ермолова (класс морских судов)
Морские грузопассажирские суда проекта 1454 типа "Мария Ермолова" — серийные советские морские суда, строившиеся на верфи Titovo Brodogradiliste в Кралевице Югославия в 1970-е годы, известный также как проект 1454. Головное судно этого проекта Мария Ермолова было построено в 1974 году.

## История
Морские пассажирские суда этого проекта изготавливались с 1974 по 1978 год, и всего по контракту СССР, подписанному на основании распоряжения Леонида Брежнева по личной просьбе маршала Тито о спасении верфи, было построено 8 судов ледового класса проекта 1454, который не имел себе подобных в мире. 3 судна было поставлено в Мурманское морское пароходство — ММП, 4 — в Дальневосточное морское пароходство — ДВМП и одно судно в Сахалинское морское пароходство — СМП в Холмске.
Суда строились двумя сериями: В первой серии были выпущены: Мария Ермолова, Мария Савина, Алла Тарасова и Любовь Орлова и во второй — «Ольга Андровская», «Ольга Садовская», Клавдия Еланская и «Антонина Нежданова».
Суда использовались для работы на линиях и как круизные суда для советских и иностранных туристов.
В ДВМП со временем собралось пять кораблей: «Ольга Андровская», «Ольга Садовская», «Любовь Орлова», «Мария Савина» и «Антонина Нежданова». Технические возможности позволили теплоходу «Антонина Нежданова», находившегося в составе судов Балтийского морского пароходства, пройти из Мурманска к новому порту приписки — Владивостоку, преодолев трассу Северного морского пути за 12 дней.

## Техническое оснащение
Двухвинтовые, неограниченного района плавания с хорошими мореходными и ходовыми качествами суда имели дизельный привод с двумя дизельными двигателями 8M 35BF 62, изготовленными в Югославии и позволявшими развивать скорость более 17 узлов.

## На борту
Суда данного класса согласно проекту имели 206 спальных мест и 28 мест в креслах авиационного типа и оборудованы стабилизаторами и кондиционерами воздуха во всех служебных и пассажирских помещениях. В оборудованных индивидуальным санузлом с туалетом, умывальником и душем каютах снизу были установлены диван-кровати, а верхние полки представляли собой кровати «пульмановского» типа. Десять кают были снабжены складывающимися детскими кроватями. В кормовой части судна на верхней палубе проектом был предусмотрен ресторан на 100 посадочных мест. Кроме того имелось 2 кафе: одно на 40 мест с баром и кафе-кинозал на 60 мест, музыкальный салон с баром, танцплощадка и эстрада для оркестра (на 87 мест). В общественных помещениях судна одновременно могло разместиться 327 человек.

## Суда проекта 1454
В списке приводится первоначальное название судна, его переименование указано в скобках в хронологическом порядке:
Первая серия:
- Мария Ермолова
- Мария Савина (Sampaguita Ferry 2)
- Алла Тарасова (Clipper Adventurer)(Осean Adventurer)
- Любовь Орлова (Lyubov Orlova)

Вторая серия:
- Ольга Андровская
- Ольга Садовская (Ocean Star)
- Клавдия Еланская
- Антонина Нежданова

## Обзор
Список судов проекта содержит все суда с указанием в примечании первоначального имени:
| Месяц и год постройки | Заводской номер | Фото                       | Наименование       | Первое пароходство                  | Порт приписки                       | Флаг | Номер IMO | Переименования и статус |
| декабрь 1974          | 406             |                            | Мария Ермолова     | Мурманское морское пароходство      | Мурманск → Новороссийск → Астрахань | →    | 7367524   | СК «Каспийская круизная линия» |
| июль 1975             | 407             | Мария Савина на фото       | Sampaguita Ferry 2 | Дальневосточное морское пароходство | Холмск → Владивосток → Манила       | →    | 7391410   | * бывш. Мария Савина; с 1997 Sampaguita Shipping Corp |
| декабрь 1975          | 408             |                            | Sea Adventurer     | Мурманское морское пароходство      | Мурманск → Нассау                   | →    | 7391422   | * бывш. Алла Тарасова, Clipper Adventurer |
| 19 июля 1976          | 413             |                            | Lyubov Orlova      | Дальневосточное морское пароходство | Владивосток → Аватиу                | →    | 7391434   | * бывш. Любовь Орлова(Lybovy Orlova) до 1999; Lyubov Orlova Shipping Co; судно продано на металлолом в Доминиканскую Республику                                                                                   |
| январь 1977           | 414             | Ольга Андровская на фото   | Ольга Андровская   | Дальневосточное морское пароходство | Владивосток                         | → →  | 7422908   | в 1998 году продано в Сингапур, судьба неизвестна |
| 18 января 1977        | 416             |                            | Клавдия Еланская   | Мурманское морское пароходство      | Мурманск                            | →    | 7422922   | |
| июль 1977             | 415             |                            | Ocean Star         | Дальневосточное морское пароходство | Владивосток                         | → →  | 7422910   | * бывш. Ольга Садовская, 1997 оператор Lindblad Travel, судно утилизировано 2003 |
| июль 1978             | 419             | Антонина Нежданова на фото | Антонина Нежданова | Дальневосточное морское пароходство | Владивосток                         | →    | 7531852   | 20 октября 2004 года затонуло в порту Фусуки (Япония) в результате полученной пробоины из-за сильного шторма, разбившего судно о причал; судно утилизировано в октябре 2004 годаОстов Антонины Неждановой на фото |